# 이와노촌 (구마모토현 구마군)
이와노촌(일본어: 岩野村)은 일본 구마모토현 구마군에 설치되었던 촌이다. 

## 역사
- 1889년 4월 1일 - 정촌제 시행에 의해 이와노촌이 성립하였다.
- 1895년 11월 1일 - 유야마촌, 에시로촌과 합병해 미즈카미촌이 되어 폐촌되었다.

## 참고 문헌
- 角川日本地名大辞典編纂委員会, 『角川日本地名大辞典 43 熊本県』1987, 角川書店